# التهاب المبيض المناعي الذاتي
التهاب المبيض المناعي الذاتي : مرض مناعي ذاتي حيث يقوم الجهاز المناعي بمهاجمة المبايض  مما يتسبب في حدوث التهاب وضمور وتليف في المبايض والذي يمكن أن يؤدي الى الإخلال بطريقة عمل المبايض وعدم عملها بشكل الصحيح. يحدث هذا المرض نتيجة فشل المبيض المبكر ، حيث تتوقف الوظائف التكاثري و الهرمونية للمبايض قبل سن الأربعين.

## العلامات والأعراض
تتمثل أعراض التهاب المبيض المناعي الذاتي بمجموعة متنوعة من الأعراض حيث يبدأ بانقطاع الطمث ، والذي يتمثل إما بانعدام انتظام الدورة الشهرية أو انقطاعها التام. ترتبط الأعراض الأخرى بأكياس المبيض ، والأعراض الأكثر شيوعًا مذكورة بالأسفل. يمكن أن يحدث اختلاف في الأعراض وهذا يعتمد على الشخص المصاب وشدة المرض.
- انقطاع الطمث الأولي
  - أي لم يسبق حدوث طمث من قبل خلال فترة البلوغ.
- انقطاع الطمث الثانوي
  - يقصد بهذا النوع من انقطاع الطمث أن الطمث حدث و بدء عند البلوغ ثم توقف فجأة في وقت لاحق.
- العقم
- تشنج
- الانتفاخ
- غثيان
- التقيؤ
- نقص هرمون الجنس
- الهبات الساخنة
- آلام أسفل البطن
- حمى
- توعك
- إفرازات مهبلية
- الأعراض المرتبطة بأمراض المناعة الذاتية أخرى موجودة

## الأسباب
السبب وراء حدوث التهاب المبيض المناعي الذاتي غير معروف حتى الآن. ومع ذلك ، فمن المعروف أنه يمكن أن يترافق مع مرض الذئبة أو فقر الدم الخبيث أو الوهن العضلي الشديد أو أمراض المناعة الذاتية الأخرى ويمكن أن يرتبط التهاب المبيض المناعي الذاتي بمتلازمة اعتلال الغدد الصماء المناعي الذاتي من النوعين الأول و الثاني. حيث يمكن أن تحدث هذه الحالات معًا لأنها جميعها أمراض مناعية ذاتية ، وهذا ما يسمى ب تعدد المناعة الذاتية. وهناك بعض الأسباب البيئية التي تساهم في الأمراض المناعة الذاتية التي تم اكتشافها في دراسات مختلفة والتي تتمثل بالتعرض للمواد الكيميائية مثل كلوريد الفينيل والمعادن والسموم الفطرية والمركبات العضوية. 

## علم الوراثة
التهاب المبيض المناعي الذاتي يحدث غالبًا كجزء من متلازمات المناعة الذاتية متعددة الغدد الصماء (APS) ولذلك يمكن أن تساهم الطفرات في AIRE أو HLA-DR3 / 4 في حدوثه. 

## آلية / الفيزيولوجيا المرضية
لا توجد آلية محددة وواضحة خاصة بالتهاب المبيض المناعي الذاتي ، ولكن يمكن للفحوصات المجهرية أن تكشف عن صورة غزو التهابي (أي تجمع خلايا التهابية) مهاجم بشكل انتقائي البصيلات النامية والجسم الأصفر مع تجنيب البصيلات البدائية . ومع ذلك ، نظرًا لأنه أحد الأمراض المناعية الذاتية ، فإنه يحدث عندما يطور الجهاز المناعي استجابة ضد وظيفة أو أكثر من وظائف الجسم الطبيعية كما لو كانت ضارة للجسم. بعد ذلك ، يفشل جهاز المناعة في التفريق بين "الذات" و "غير الذات" أي التابع للجسم من الغريب عليه، لذلك يبدأ في تطوير الأجسام المضادة والتي تستهدف خلايا وأنسجة وأعضاء الجسم. يصنع الجهاز المناعي الأجسام المضادة كاستجابة للعدوى والتي يتم إنتاجها بواسطة الخلايا الليمفية البائية ، والتي يتم تصنيعها في نخاع العظام وتوجد في الدم.  الأجسام المضادة تأخذ شكل حرف Y مما يسمح لها بالعمل بشكل صحيح لأن هذه هي الطريقة التي ترتبط بها مواقع ارتباطها الفريدة مع مواقع مطابقة لها على مولدات الضد مما يسمح للأجسام المضادة من خلال ارتباطها بهذه الأماكن على مولدات الضد بتدمير مولدات الضد. أظهرت الأبحاث أن خلايا القراب يمكن أن تكون جزءًا من آلية محتملة لحدوث هذا المرض ولكن يجب إجراء المزيد من الدراسات للتحقق من نتائج هذه الأبحاث.

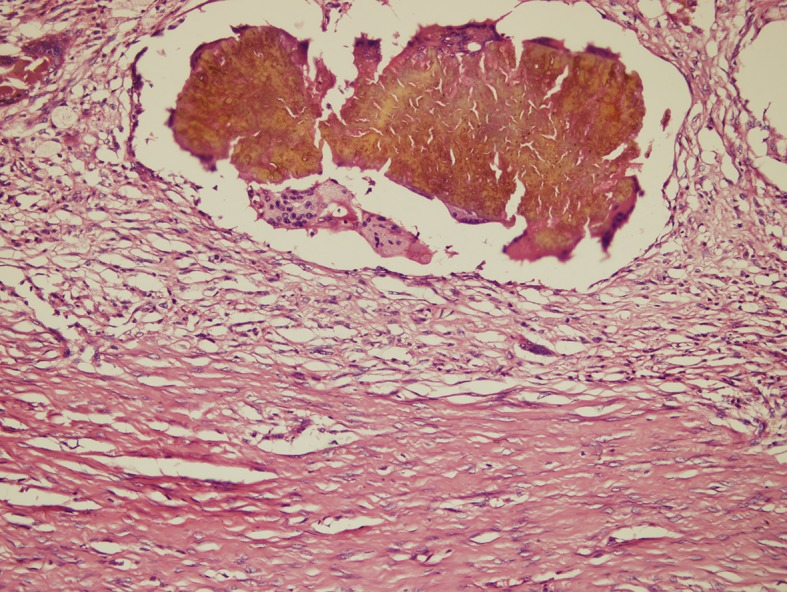

## التشخيص
يمكن تشخيص هذا المرض من خلال فحص الدم الذي يبحث عن مضادات الستيرويد أو الأجسام المضادة للمبيض  في مجرى الدم لتأكيد العقم عند الأنثى حيث في هذا المرض يتم العثور على أجسام مضادة ضد المبايض والتي وفقًا للأبحاث فإن الأجسام المضادة للمبيض تسبب خللا في عملية التبويض.  ويتم عمل الموجات فوق الصوتية للحوض للكشف عن المبايض الكيسية المتضخمة وفي بعض الحالات قد تكون هناك حاجة لأخذ خزعة لتأكيد التشخيص كما يمكن إجراء أنواع أخرى من الاختبارات لاستبعاد الأمراض الأخرى التي يمكن أن تكون جزءًا من قصور المبيض الأساسي (POI). 

## الوقاية / العلاج
لا يوجد علاج محدد لالتهاب المبيض المناعي الذاتي حتى الآن. ولا يوجد مثبط للمناعة أثبت فعاليته وآمنه. ومع ذلك ، عادة ما تبدأ النساء المصابات في العلاج بالهرمونات البديلة ، أو الكورتيكوستيرويدات لتثبيط المناعة. من عوامل الخطر المرتبطة بعلاجات الهرمونات البديلة هي: سرطان الثدي وسرطان بطانة الرحم وسرطان المبيض.  كما أن النساء المصابات بهذا المرض يحتجن إلى الكثير من الدعم العاطفي ويجب أن يحافظن على التحكم بالأمراض المناعة الذاتية الأخرى في حال وجودها .

## توقع سير المرض
يصعب تقييم هذه الحالة نظرًا لندرتها ، فقد يعاني بعض المرضى المصابين بالتهاب المبيض المناعي الذاتي من وظيفة بصيلات المبيض المتقطعة وقد تحدث الإباضة تلقائيًا مما يسمح بالحيض وقد يحدث الحمل بشكل طبيعي بعد العلاج. 

## علم الأوبئة
نسبة الاصابة بالتهاب المبيض المناعي الذاتي 4 ٪ من النساء المصابات بقصور المبيض الأولي (POI) ولكن، بسبب نقص الوعي والدراسات المنهجية ، فإن انتشار وارتباط نسبة الاصابة بهذا المرض حسب عرق المريض غير معروف  نظرًا لأنه تم إدراج التهاب المبيض المناعي الذاتي على أنه "مرض نادر" من قبل مكتب الأمراض النادرة (ORD) التابع للمعاهد الوطنية للصحة (NIH) ، مما يعني أن أقل من 200,000 امرأة في الولايات المتحدة مصابة به. 

## بحث
في عام 2015 ، تم إجراء بحث حول دور المناعة الذاتية في فشل المبايض المبكر.  في عام 2014 ، كان هناك بحث عن أمراض المناعة الذاتية في المبيض والذي كشف عن آليتين على الأقل لحماية المبيض من هجوم المناعة الذاتية.  أظهرت الأبحاث أن خلايا القراب كانت تستهدف نقص المناعة الذاتية داخل المبيض. وفي عام 2011 ، تم إجراء بحث على مريضة تعاني من الوهن العضلي الوبيل (MG) بالتزامن مع التهاب المبيض المناعي الذاتي حيث تم علاج قصور المبيض المبكر دون علاج هرموني ، فقط بعد استئصال الغدة الزعترية .  تشير الدراسة إلى أن علاج الوهن العضلي الوبيل بما في ذلك استئصال الغدة الزعترية يمكن أن يعالج فشل المبيض وقد لا يكون العلاج الهرموني ضروريًا.